# 순천 옥천서원 옆 느티나무
순천 옥천서원 옆 느티나무는 대한민국 전라남도 순천시 옥천동에 있는 느티나무이다. 2014년 1월 14일 순천시의 향토유적 제9호로 지정되었다.

## 개요
20여 년 전까지도 마을의 당산제를 지냈던 당산목이며 임청대기, 강남악부에 느티나무에 대한 기록을 수록하고 있다.